# Претектален синдром
Претекталният синдром, известен още като синдром на Парино (от англ. Parinaud’s syndrom), представлява невъзможност за вертикално движение на очите. Този синдром се причинява в резултат на повреда на мезенцефалона (средния мозък).

## История
Анри Парино (Henri Parinaud, 1844 – 1905) описва за първи път претекталния синдром. Счита се за баща на френската офталмология.

## Признаци и симптоми
Из литературата се срещат разнообразни описания на претекталния синдром, повечето включват:
- супрануклеарна парализа на погледа нагоре. Хоризонталните движения не са нарушени
- ретракция на клепачите (Collier’s sign). Комбинацията от ретракция на клепачите с парализа на погледа нагоре се описва като "симптома на залязващото слънце" („setting sun sign“), който често се наблюдава от неврохирурзи при пациенти с худроцефалия с нефункциониращи шънтове
- нарушена конвергенция на очите
- смущения в акомодацията
- конвергентен ретракционен нистагъм

## Причини
Синдромът на Парино е резултат на директно увреждане или компресия на дорзалната част на средния мозък. Нарушената моторна функция на очите е резултат по-конкретно на увреда на colliculi superiores и area pretectalis, които се намират в непосредствена близост до моторните ядра на очедвигателния нерв и парасимпатиковите ядра на Edinger-Westphal.

### Етиология
- пространство заемащи процеси, които компресират тектума (напр. пинеални тумори). По-често срещано при млади пациенти
- повишено вътречерепно налягане – вторично чрез компресия върху тектума в резултат на дилатиран recesses suprapinealis, например при хидроцефалия
- исхемичен инсулт или кръвоизлив в горната част на мозъчния ствол. По-често при по-възрастни пациенти
- Множествена склероза. Най-честата засегната група са жени във второто или трето десетилетие
- има описани случаи и при токсоплазмоза